# Las Médulas
Las Médulas (španska izgovarjava: [laz ˈmeðulas]) je zgodovinsko nahajališče zlata v bližini mesta Ponferrada na obrobju kraja El Bierzo (provinca Leon, Kastilija in Leon, Španija). Bil je najpomembnejši in tudi največji rudnik zlata v celotnem Rimskem cesarstvu. Kulturno krajino Las Médulas je UNESCO uvrstil na seznam svetovne dediščine. Napredne zračne raziskave, opravljene leta 2014 z uporabo LIDAR-ja, so potrdile obseg del rimske dobe.
Spektakularna pokrajina Las Médulas je bila posledica ruine montium (rušenja gora), rimske rudarske tehnike, ki jo je Plinij Starejši opisal leta 77 n. št. Uporabljena tehnika je bila vrsta hidravličnega rudarjenja, ki je vključevalo spodkopavanje gore z velikimi količinami vode. Z vodo so se oskrbovali z medrečnim prenosom. Vsaj sedem dolgih akvaduktov je v različnih nadmorskih višinah izkoriščalo potoke okrožja La Cabrera (kjer je v gorah razmeroma veliko padavin). Z istimi akvadukti so izpirali obsežne naplavine zlata.
Območje Hispania Tarraconensis je leta 25 pred našim štetjem osvojil cesar Avgust. Pred rimskim osvajanjem so avtohtoni prebivalci zlato pridobivali iz naplavin. Obsežna proizvodnja se je začela šele v drugi polovici 1. stoletja našega štetja.

## Rudarska tehnika
Plinij Starejši, ki je bil prokurist v regiji leta 74 našega štetja, je opisal tehniko hidravličnega rudarjenja, ki lahko temelji na neposrednem opazovanju v Las Médulasu:
 Kar se zgodi, daleč presega delo velikanov. Gore so prevrtane s hodniki in galerijami, narejenimi ob svetlobi bakel, katerih trajanje je določalo čas za delo. Rudarji mesece niso videli sončne svetlobe in mnogi med njimi so umrli v predorih. Ta vrsta rudarjenja je dobila ime ruina montium. Razpoke narejene v notranjost kamna so tako nevarne, da bi bilo lažje najti purpurin ali bisere na dnu morja kot narediti brazgotine v skali. Kako nevarno smo naredili Zemljo! 
Plinij opisuje tudi metode za spiranja rude z uporabo manjših tokov na mizah, da se omogoči zbiranje težkih delcev zlata. Podrobna razprava o metodah podzemnega rudarjenja je sledila, ko so bile izčrpane zaloge iz naplavin nastalih iz izvorne kamnine in so poiskali in odkrili glavno žilo. Veliko takih globokih rudnikov je bilo najdenih v gorah okoli Las Médulas. Rudarjenje naj bi se začelo z gradnjo akvaduktov in rezervoarjev nad mineralnimi žilami, metoda, pa je bila uporabljena za izpostavljanje žil pod pritiskom.
Ostanki takšnega sistema so bili dobro preučeni v rudniku zlata Dolaucothi, manjšem mestu v Južnem Walesu. Za površinske metode so se lotili kurjenja ognja, kjer so zakurili ogenj proti skali in gasili z vodo. Oslabljeno skalo so nato lahko napadli mehansko, ostanke pa so odnesli valovi vode. Šele ko je postalo površinsko delo neekonomično, so žilo izkoriščali s tuneliranjem in vrtanjem.
Plinij je tudi izjavil, da je bilo vsako leto pridobljenih 20.000 rimskih funtov (6560 kg) zlata. Izkoriščanje, v katerem je sodelovalo 60.000 svobodnih delavcev, naj bi v 250 letih prineslo 5.000.000 funtov (1.640.000 kg).

## Kulturna krajina
Deli akvaduktov so še vedno dobro ohranjeni na strmih lokacijah, vključno z nekaterimi skalnimi napisi.
Raziskave Las Médulasa je v glavnem izvedel Claude Domergue (1990). Sistematične arheološke študije območja pa od leta 1988 izvaja raziskovalna skupina Socialna struktura in teritorialno-krajinska arheologija Španskega sveta za znanstvene raziskave (CSIC). Kot rezultat, Las Médulas s svojimi tehnikami ni več le rudnik zlata in je postal kulturna krajina, v kateri so se pokazale vse posledice rimskega rudarjenja. Raziskovanje in izkopavanja predrimskih in rimskih naselij na celotnem območju je omogočilo nove zgodovinske interpretacije, ki so močno obogatile preučevanje rimskega rudarstva.
Pozitiven rezultat teh sistematičnih študij je bila vključitev Las Médulas kot svetovno dediščino leta 1997. Od takrat upravljanje kulturnega parka spremlja Fundacija Las Médulas, ki vključuje lokalne, regionalne in nacionalne zainteresirane strani, tako javne kot zasebne. Trenutno Las Médulas služi kot primer dobre družbe za upravljanje raziskav, ki se uporablja za dediščino.
{{Wide image|Las Médulas.jpg|750px| Panoramski pogled na Las Médulas z balkonom na koncu vidnega tunela na desni }

## Okoljski vpliv
Ogromen obseg rudarjenja v Las Médulasu in drugih rimskih najdiščih je imel velik vpliv na okolje. Podatki ledenega jedra, pridobljenega z Grenlandije, kažejo, da je onesnaženost z mineralnim zrakom dosegla vrh v rimski dobi v Španiji. Ravni atmosferskega svinca iz tega obdobja niso bile ponovno dosežene do industrijske revolucije približno 1700 let kasneje. [13]
Vključitev Las Médulas na seznam svetovne dediščine je bila iz podobnih razlogov sporna. Tajski delegat je tej oznaki nasprotoval, ker je menil, da je najdišče »rezultat človekovih uničujočih dejavnosti in škodljivo za plemeniti namen promocije in zaščite okolja«